# 王克全
王克全（1906年—1939年），又名王十人，江苏徐州（一说安徽）人，中国共产党早期领导人，后加入军统。

## 生平
早年在上海电车公司当工人。1924年10月，加入中国共产党，曾参加五卅运动。后赴苏联学习。1927年4至6月，任上海总工会市政总工会委员长；1927年6月至次年11月，任中共上海沪东区委职工部主任、区工联主任；11月至次年1月，任中共江苏省委常委兼职工运动委员会负责人。1929年1月，任中共上海浦东、闸北区委书记，江苏省委候补常委兼组织部负责人。1930年7月，后任中央总行委委员、上海工会联合会党团书记；9月，在中共六届三中扩大全会上增选为中央候补委员；10月任中共江南省委常务委员兼宣传部长。1931年1月，在中共六届四中扩大全会上递增为中央委员，当选为政治局候补委员；因其参加罗章龙分裂党的活动，于1月27日被开除中央。同年变节，加入复兴社特务处（军统前身），任华东区行动组副组长，参与刺杀杨杏佛、史量才。抗日战争爆发后，担任重庆卫戍总司令部稽查处副处长。1939年，因军统局本部遭日军飞机轰炸，导致物资损失严重，王克全殉职自杀。